# Lyceum för flickor

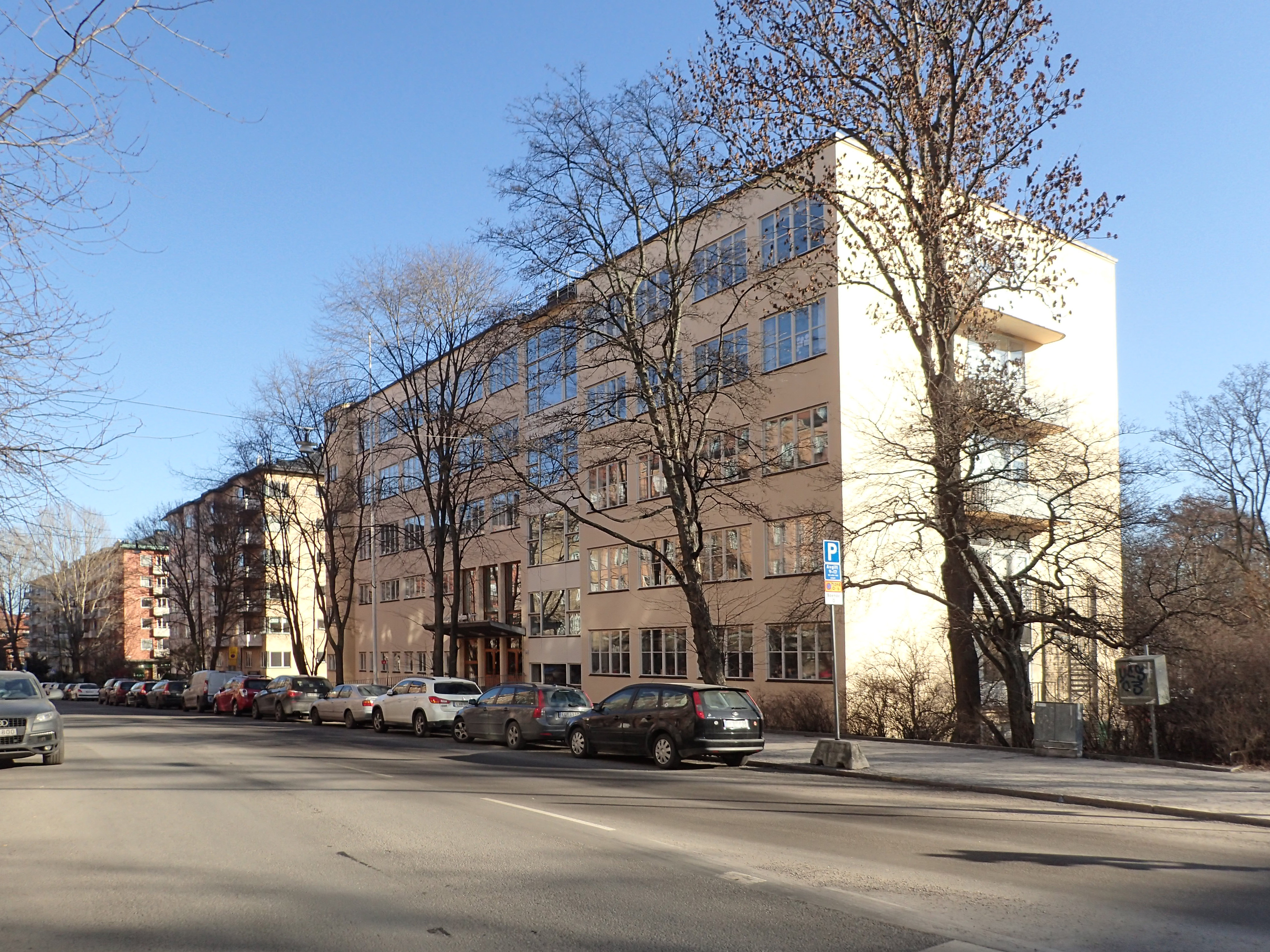
Läroverket Lyceum för flickor, elementarskola och gymnasium, hade sina lokaler vid Banérgatan 38-40 under åren 1938–1970. Skolbyggnaden, som ritades av arkitekt David Dahl, invigdes 1938 och läroverkets verksamhet upplöstes 1970. Efter flera omorganisationer lades gymnasiet, som 1970 namnändrat till enbart Lyceum, helt ned 1972. Foto från 2016.

Lyceum för flickor var en privat flickskola och läroverk (gymnasium, se även lyceum) i Stockholm verksam mellan 1875 och 1970 (1972 för gymnasiet).

## Historia
Skolan grundades 4 oktober 1875 av lektorn Gustaf Sjöberg och hans hustru Hanna. De första lokalerna hyrdes i en flygel på gården Jakobsbergsgatan 22. Lokalerna rymde först tre klassrum för att efter några år utvidgats till sammanlagt 16 rum täckande samtliga klasser i små- och elementarskolan (realskola). Höstterminen 1880 flyttade skolan till Brunkebergsgatan 9 vid Klara kyrkogård. Under 1880-talet hade skolan en filial på Östermalm med ett par klasser.
Läsåret 1879/80 inrättades ett gymnasium inom vad som kallades fortsättningsskolan. År 1882 blev det den tredje flickskolan i Sverige med examensrätt, efter Wallinska skolan och Ateneum för flickor. De första studenterna avlade examen vårterminen 1882. Läsåret 1880/81 utökades fortsättningsskolan med en förberedande seminariekurs för att ge tillträde till Högre lärarinneseminariet samt en praktisk linje som förberedelse till yrkeslivet. Dessa två linjer bildade efter några år elementarskolans 7:e och 8:e klasser. Våren 1909 erhöll skolan normalskolekompetens.
1910 var antalet elever 252, och det året inköptes ett skolhus vid Kommendörsgatan 13.
1938 var antalet elever cirka 700 efter att Oskars högre flickskola införlivats. Samma år i september invigdes ett nytt skolhus, ritat av arkitekt David Dahl, för elementarskolan och gymnasiet vid Banérgatan 38-40 i kvarteret Artilleristen 1 på Östermalm. Samtidigt flyttade småskolan och den nyinrättade kindergarten (lekskolan) till Karlavägen 86.
Elementarskolan kommunaliserades 1 juli 1939 och uppgick i Östermalms kommunala flickskola. Småskolan upphörde 1965 och omfattade då sex årskurser efter att före 1931 omfattat tre och efter 1931 fyra. Kindergarten lades också ned 1965.
Läsåret 1970/71 kommunaliserades gymnasiet och namnändrades till Lyceum. Skolan, då ett gymnasium för både flickor och pojkar, lades ned med utgången av läsåret 1971/72.
Skolbyggnaden, fastigheten vid Banérgatan 38-40, tillmättes särskilt kulturhistoriskt värde ur kulturhistorisk, miljömässig eller konstnärlig synvinkel och grönklassades den 1 januari 1995.
Idag ligger den kommunala grundskolan Östermalmsskolan i lokalerna vid Banérgatan 38-40. 

## Styrning
Lyceum för flickor ägdes av Aktiebolaget Lyceum, bildat 1897, namnändrat till Stiftelsen Lyceum 1 december 1960.